# رادیم کوئین (کشتی)
رادیم کوئین (کشتی) (به انگلیسی: Radium Queen (ship)) یک کشتی است که طول آن ۹۶ فوت (۲۹ متر) می‌باشد. این کشتی در سال ۱۹۳۷ ساخته شد.